# Helmsand
Helmsand ist eine unbewohnte ehemalige Hallig in der Meldorfer Bucht im schleswig-holsteinischen Kreis Dithmarschen. Sie ist mit dem Festland im Osten durch einen 1500 Meter langen Steindamm verbunden und gehört zur Gemeinde Elpersbüttel.
Im Rahmen von Küstenschutzarbeiten wurde Helmsand in den 1930ern erst durch einen Buhnen- und später einen Steindamm mit dem Festland verbunden. Durch die Landzuwächse in Verbindung mit dem Dammbau ist der Charakter einer Insel zwischenzeitlich verloren gegangen. Reste einer 600-mm-Schmalspur-Lorenbahn, die vom Amt für Küstenschutz betrieben wurde und vom Festland auf die damalige Insel führte, sind 2022 noch erkennbar.
Helmsand liegt im Nationalpark Schleswig-Holsteinisches Wattenmeer und darf als Vogelschutzgebiet nur unter Auflagen betreten werden. Der Damm ist ganzjährig zugänglich; die Insel jedoch von 1. April bis 31. Juli in der Brutzeit der Seevögel für Besucher gesperrt.

## Geschichte
In der gesamten Geschichte Helmsands lässt sich keine Besiedlung feststellen.
Die erste Erwähnung Helmsands, damals Helmsandt, findet sich in einer Beschreibung von Neocorus, der von Helmsand und seiner Schwesterinsel Tötel spricht, die südöstlich von Büsum lagen und damals landwirtschaftlich genutzt wurden. Auf Karten aus dem 17. Jahrhundert allerdings sind weder Helmsand noch Tötel aufgeführt, was für die geringe wirtschaftliche Bedeutung der Inseln spricht.
Die erste Karte, auf der Helmsand verzeichnet ist, stammt aus dem Jahr 1756 von J. E. Randahl, die Strömen und Sanden zeigt. In der ungenauen Karte ist Helmsand in der Mitte der Meldorfer Bucht eingezeichnet, die Legende gibt als Nutzung die Heuernte an. Die erste präzise Zeichnung stammt aus der dänischen Landesaufnahme von 1789 bis 1796. Sie zeigt Helmsand als durch einen Priel zweigeteilte Insel zwischen dem Wattstrom der Miele und dem Kronsloch. Im Südosten wachsen Salzwiesen. Die Fläche betrug etwa 125 Hektar, wovon 103 auf den Süd- und 22 auf den Nordteil entfielen,
Die Landestopographie des Herzogtums Schleswig, vermutlich aus dem Jahr 1855, verzeichnete noch eine Fläche von etwa 76 Hektar. Eine erneute genaue Zeichnung der Insel des Katasteramts Meldorf stammt aus dem Jahr 1873. Hier zeigt die Karte im Nordteil eine Warft mit Fething. Die Hallig ist hier 26,39 Hektar groß und von Prielen durchzogen.
Auf der Karte von 1880 kann die frühere Insel noch mit einer Länge von 720 Metern und einer Breite von 384 Metern abgemessen werden. Die frühere Fläche betrug rund 22 Hektar. Eine neue Vermessung erfolgte durch das preußische Domänenrentamtdorf Marne im September 1905. Hier wurde der Hallig noch eine Fläche von 9,6 Hektar attestiert, während dasselbe Amt 1911/1912 nur noch 8 Hektar Fläche vermaß und deutliche Abbruchkanten im Westen und Osten feststellte. Ausgehend von diesen Messungen wurden erste Maßnahmen des Küstenschutzes begonnen.
Anfang des 20. Jahrhunderts erfolgte der Bau von Buhnen, der in einen Buhnendamm mündete und schließlich zwischen 1928 und 1935 zum Bau eines 3,5 Kilometer langen Dammes aus Stein führte, der Festland und Hallig miteinander verband. Am Damm entstand eine weitere Warft. Die Hallig, die zu dieser Zeit auf 4 Hektar geschrumpft war, wurde durch aufwändige Maßnahmen gesichert. Insbesondere der Damm und seine Wirkungen auf die Gezeitenströmungen verhinderten den weiteren Landabbruch und sorgten für Landanwuchs. Um 1960 wies die Hallig wieder eine Größe von 18 Hektar auf. Die Eindeichung des Dithmarscher Speicherkoogs in den 1970ern brachte die Küste zwei Kilometer näher an Helmsand heran, so dass der Damm, der die Hallig mit dem Land verbindet heute nur noch 1,5 Kilometer lang ist.
1951 teufte die Deutsche Erdöl AG eine 2341,4 m tiefe, jedoch nicht-fündige Aufschlussbohrung, die Helmsand 1, im Deichvorland vor der Hallig ab.